# فاديم شيفتشوك
فاديم شيفتشوك (بالأوكرانية: Шевчук Вадим Леонідович)‏ هو لاعب كرة قدم أوكراني في مركز الدفاع، ولد في 21 أكتوبر 1995 في زاباروجيا في أوكرانيا. لعب مع دينامو كييف.

## وصلات خارجية
- فاديم شيفتشوك على موقع اتحاد أوكرانيا (الإنجليزية)
- فاديم شيفتشوك على موقع قاعدة بيانات كرة القدم.إي يو (الإنجليزية)
- فاديم شيفتشوك على موقع Soccerway.com (الإنجليزية)